# NGC 1047
NGC 1047 (другие обозначения — MCG −1-7-32, PGC 10132) — линзовидная галактика в созвездии Кит. Открыта Льюисом Свифтом в 1885 году. Описание Дрейера: «очень тусклый, довольно маленький объект круглой формы, очень трудноразличимый».
Этот объект входит в число перечисленных в оригинальной редакции «Нового общего каталога».
Галактика входит в состав скопления галактик, самым крупным членом которого является NGC 1052.
Галактика видна нам с ребра с соотношением осей 0.42. Отношение нейтрального водорода к светимости в NGC 1047 слишком высоко для линзовидной галактики. Скорость этого газа в NGC 1047 очень похожа на таковую в узкой составляющей в NGC 1052.
Галактика NGC 1047 входит в состав группы галактик NGC 1084. Помимо NGC 1047 в группу также входят ещё 14 галактик.